# Air North
Air North is een Canadese luchtvaartmaatschappij met thuisbasis in Whitehorse.

## Geschiedenis
Air North werd in 1977 opgericht met slechts één Cessna 206, later kwamen er Douglas DC-3s bij, een Douglas DC-4, verscheidene Cessnas, De Havillands en Beechcrafts. Tegenwoordig wordt er met modernere vliegtuigen geopereerd als de Boeing 737.

## Vloot
De vloot van Air North bestaat uit: (juli 2016)
- 1 Boeing 737-200Adv
- 1 Boeing 737-400
- 4 Boeing 737-500